# Prvenstvo Avstralije 1952
Prvenstvo Avstralije 1952 v tenisu.

## Moški posamično
Ken McGregor :  Frank Sedgman, 7–5, 12–10, 2–6, 6–2

## Ženske posamično
Thelma Coyne Long :  Helen Angwin,  6–2, 6–3

## Moške dvojice
Ken McGregor /  Frank Sedgman :  Don Candy /  Mervyn Rose, 6–4, 7–5, 6–3

## Ženske dvojice
Thelma Coyne Long /  Nancye Wynne Bolton  :  Allison Burton Baker /  Mary Bevis Hawton, 6–1, 6–1

## Mešane dvojice
Thelma Coyne Long /  George Worthington :  Gwen Thiele /  Tom Warhurst, 9–7, 7–5